# Jenne Langhout
Jenne Langhout (Batavia, 27 september 1918 – Hilversum, 29 maart 2010) was een Nederlands hockeyer en cricketspeler.
Alhoewel hij in Nederlands-Indië geboren is woonde hij bijna zijn hele leven in Hilversum. Langhout kwam in de jaren na de Tweede Wereldoorlog als halfback uit voor HMHC uit Hilversum. In 1944 werd hij Nederlands kampioen. Hij speelde achttien maal voor het Nederlands elftal. 
Zijn beste prestatie behaalde hij op de Olympische Zomerspelen 1948 door met het nationale team bij het hockey een de bronzen medaille te winnen.
Van 1954 tot 1962 speelde Langhout cricket in het eerste team van de Hilversumsche Cricket Club. Op oudere leeftijd deed hij ook aan golf.